# Bill Tarmey
Bill Tarmey (geboren als William Piddington te Manchester, 4 april 1941 – Tenerife 9 november 2012) was een Brits acteur. Hij is het meest bekend als zijn rol van Jack Duckworth in Coronation Street.
Tarmey begon ooit als bouwvakker, maar in 1968 ging hij zingen en entertainen in nachtclubs in Manchester. Om beter rond te komen nam hij nog een bijbaantje, namelijk zingen in musicals en in de soap Coronation Street. In 1976 krijgt hij een hartaanval en 1986 kreeg hij een pacemaker. Ondanks zijn slechte gezondheid speelt hij toch in 1983 in King Lear met Laurence Olivier.
Hij maakt als zanger furore met de albums A Gift of Love (1993), Time for Love (1994) en After Hours (1996).
In 2006 maakt hij bekend om met pensioen te gaan bij Coronation Street, maar fans protesteren. In 2010 mag hij dan toch stoppen in verband met ademhalingsproblemen en benauwdheid: hij heeft dan 30 jaar lang Jack Duckworth gespeeld. Op 9 november 2012 sterft Tarmey op Tenerife op 71-jarige leeftijd.

## Autobiografie
Being Jack – My Life on the Street and Other Adventures is uitgekomen op 14 oktober 2010